# Antepipona dauensis
Antepipona dauensis är en stekelart som först beskrevs av Magrett 1898.  Antepipona dauensis ingår i släktet Antepipona och familjen Eumenidae. Inga underarter finns listade i Catalogue of Life.